# روسلان أغالاروف
روسلان أغالاروف (21 فبراير 1974 بمحج قلعة في روسيا - ) (بالأوزبكية: Ruslan Og'abek o'g'li Agalarov)‏‎ هو مدرب كرة قدم ولاعب كرة قدم روسي وأوزبكستاني (وحمل سابقاً جنسية الاتحاد السوفيتي) في مركز الوسط. شارك مع منتخب أوزبكستان لكرة القدم. أما مع النوادي، فقد لعب مع أنجي محج قلعة ونادي دينامو الداغستاني وFC Dagdizel Kaspiysk ‏ وFC Lokomotiv-KMV Mineralnye Vody ‏.

## روابط خارجية
- روسلان أغالاروف على موقع قاعدة بيانات كرة القدم.إي يو (الإنجليزية)
- روسلان أغالاروف على موقع ناشيونال فوتبول تيمز (الإنجليزية)
- روسلان أغالاروف على موقع Soccerbase.com (مدرب) (الإنجليزية)